# Claude Gay
Pour les articles homonymes, voir Gay et Claude Gay (homonymie).
Claude Gay, souvent nommé Claudio Gay Mouret dans les textes en espagnol, est un naturaliste et historien franco-chilien, né le 18 mars 1800 à Draguignan et mort le 29 novembre 1873 au Deffens, près de Flayosc (Var).
Explorateur et savant, il a fait les premières études approfondies de la flore, de la faune, de la géologie et de la géographie chiliennes.

## Une carrière de chercheur
Gay est le fils de Jean Gay et de Thérèse Mouret, agriculteurs, qui font de grands sacrifices pour le faire éduquer.
Il fait à Paris ses études de médecine et de pharmacie et, une fois devenu pharmacien en chef à l'hôpital Saint-Denis, les complète par des recherches sur l'histoire naturelle. Il suit les cours de Cordier, de Latreille, de Duméril et de Brongniart.
Il fait une excursion en Grèce et en Asie mineure. À la fin de l'année 1828, il embarque pour le Chili, en passant par le Brésil puis l'Argentine. Lorsqu'il arrive là-bas, le collège s'apprête à fermer et le ministre propose à Claude Gay de faire un voyage scientifique pour étudier le Chili, ce que Claude Gay effectue pendant sept années à partir de 1830,.
Il est membre correspondant du Muséum depuis 1831.[réf. nécessaire]
Il revient à Paris pour six mois en 1832 et se fait construire les instruments dont l'absence freinait ses recherches.
Il retourne au Chili en 1834 et explore le pays durant quatre autres années. Après avoir visité le Pérou en 1839, il s'installe à Santiago[réf. nécessaire] où il rédige son Historia física y política de Chile. Cet ouvrage est publié par le gouvernement chilien entre 1844 et 1871 et lui vaut en France la Légion d'honneur.[réf. nécessaire]
En 1841, le gouvernement de José Joaquín Prieto lui confère la nationalité chilienne et le Congrès chilien vote les fonds nécessaires à la publication de l'Historia. Il est nommé membre de l'université du Chili à sa fondation. Il revient en France en 1843 pour travailler sur son ouvrage.[réf. nécessaire]
Élu membre en 1856 de l'Académie des sciences dans la section de botanique, il est envoyé par elle en 1856–1858 en Russie et en Tartarie, puis, vers la fin de 1858, aux États-Unis où il étudie le système des mines ; il revient aux États-Unis en 1860.
En 1863, il retourne une dernière fois au Chili pour revoir le pays et ses amis.
Il meurt en France en 1873. Il avait donné ses collections au Muséum national d'histoire naturelle de Paris.[réf. nécessaire]

## Honneurs
- En France

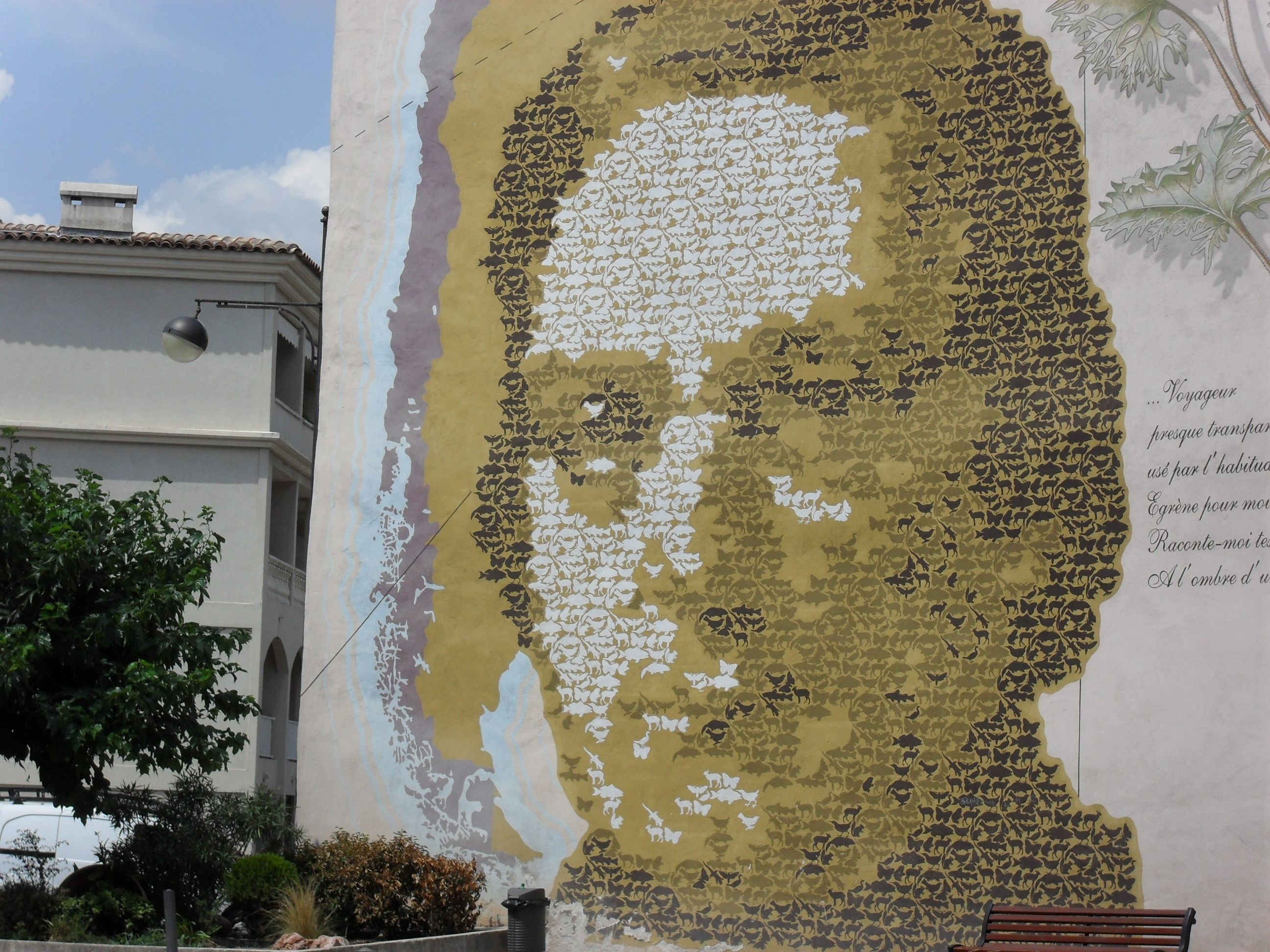
Portrait de Claude Gay à Draguignan, à l'angle de la place Claude Gay

  - Ancien élève du collège de Draguignan, il lui laisse à sa mort un legs important : « Je lègue une rente de 1 000 francs-or au collège de Draguignan pour fonder trois prix annuels : un prix de littérature française, un prix de littérature latine, un prix de sciences mathématiques ou physiques. Les prix seront alloués aux élèves qui auront obtenu les premières places dans leurs classes ». Les prix sont décernés pour la première fois en 1879[9]. La trésorerie du legs épuisée, les prix sont remplacés par une médaille puis supprimés en 1968[10].
  - Une place de Draguignan porte le nom du botaniste et son visage est peint sur le côté d'un bâtiment donnant sur cette place[11] (l'œuvre est composée de plusieurs centaines d'animaux formant le visage du naturaliste).
- Au Chili
  - Il y a à Vitacura une Fundación Claudio Gay.
  - Son nom est porté par des lieux à Santiago, Talagante, Talcahuano, Villa Alemana…

## Œuvres
- Consideraciones sobre las minas de mercurio de Andacollo e Illapel con su posición geológica, Valparaíso, 1837 (réimpr. 1851, Paris).
- [1840] Noticias sobre las islas de Juan Fernández[n 1], Valparaíso, 1840.
- [1844-1871] Historia física y política de Chile. Según documentos adquiridos en esta republica durante doce años de residencia en ella (28 vol.  (dont 2 vol. de documents) + atlas en 2 vol.), Santiago de Chile, Centro de Investigaciones Diego Barros Arana, Gobierno de Chile. Consejo Nacional del Libro y la Lectura : LOM Ediciones, 1844-1871 (réimpr. 2004 : réédition moderne avec quelques corrections[n 2]), sur biodiversitylibrary.org (lire en ligne).Collaborateurs pour les huit volumes de botanique : Clos, Decaisne, Ém. Desvaux, Naudin, J. Rémy et Montagne (pour la cryptogamie) ; on y trouve décrites quatre mille espèces dont plus des trois-quarts ont été recueillies par Gay lui-même. La faune comporte également 8 volumes[12], avec d'autres collaborateurs : Des Murs (1804–1894) pour les oiseaux, Guichenot pour les reptiles et poissons, Hercule Nicolet (de) pour les araignées et crustacés, Antoine Joseph Jean Solier pour les insectes, Paul Gervais pour les mille-pattes et une grande partie des insectes, Spinola , Louis Hippolyte Hupé pour les mollusques.
- [1851] Origine de la pomme de terre (2 vol. , première publication dans La Aracauna de Santiago en 1834), Paris, 1851.
- [1854] Triple variation de l'aiguille aimantée dans les parties Ouest de l’Amérique, Paris, 1854.
- [1855] Carte générale du Chili, Paris, 1855.
- [1855] Considérations sur les mines du Pérou, comparées aux mines du Chili, Paris, 1855.
- [1856] Historia de la independencia Chilena (2 tomes : tome 1, 512 p. ; tome 2, 560 p.), Paris, 1856.
- [1856] Notes sur le Brésil, Buenos Ayres, et Rio de Janeiro, Paris, 1856.
- [1861] Rapport à l'Académie des sciences sur les mines des États-Unis, Paris, 1861.